# 林公黼
林公黼（1476年—1519年），字質夫，號石峯，福建福州府長樂縣人，民籍，明朝政治人物、同進士出身。

## 生平
正德八年（1513年）癸酉科福建鄉試第三十五名。正德十二年（1517年）丁丑科會試一百二十名，三甲第八十五名進士。吏部观政，授大理寺左評事。明武宗南巡之爭時，大臣諫南巡者，均被罰跪在宮闕前，奸臣又每日以危言恫喝，聽聞的人都感到惴惴不安。戶部官員不敢上疏，工部的進諫者只有三人，大理寺中却全员进谏，所以武宗對其十分氣憤。林公黼體弱，施廷杖后即因创伤而死。兵部員外郎陸震、兵部主事劉校、工部主事何遵、行人司副余廷瓚、行人詹軾、劉㮣、孟陽、李紹賢、李惠、王翰、劉平甫、李翰臣，刑部照磨劉玨等十餘人同死於廷杖。嘉靖初贈太常寺丞。
崇禎十七年（1644年），福王朝廷追諡忠恪。

## 家族
曾祖父林福；祖父林惠；父親林節，曾任伴讀。母陳氏。永感下。兄公璉、公頖。